# Rattus colletti
Rattus colletti là một loài động vật có vú trong họ Chuột, bộ Gặm nhấm. Loài này được Thomas mô tả năm 1904.
Loài chỉ tìm thấy ở Australia.